# Asychis fimbriata
Asychis fimbriata är en ringmaskart som först beskrevs av Treadwell 1934.  Asychis fimbriata ingår i släktet Asychis och familjen Maldanidae. Inga underarter finns listade i Catalogue of Life.